# Živý oheň

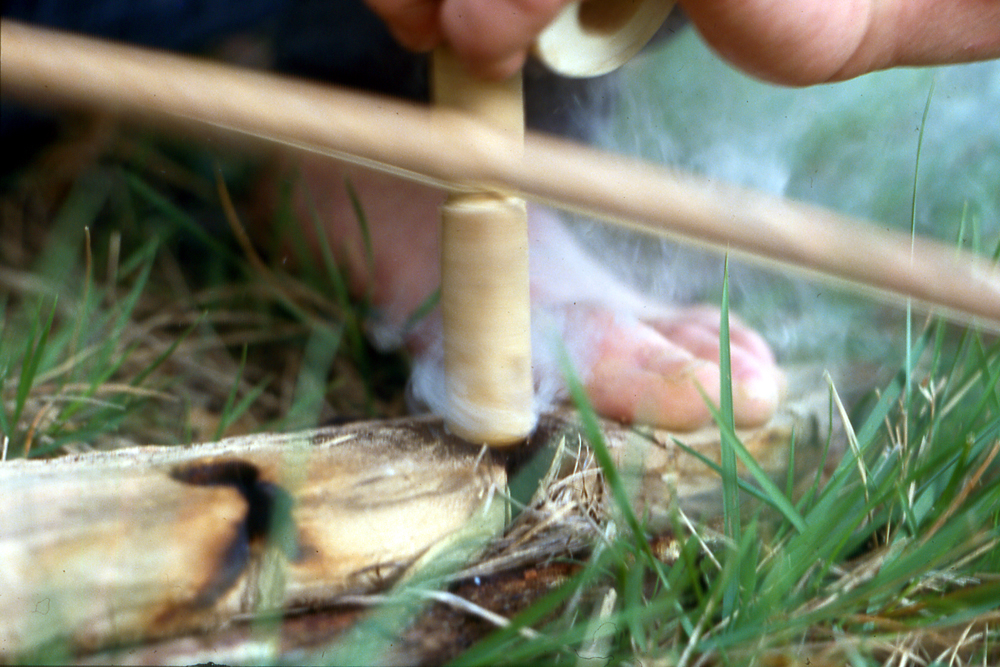
Rozdělávání ohně pomocí vrtáku a destičky

Živý či nouzový oheň je v evropské lidové kultuře oheň rozdělaný pomocí tření či vrtání dřev, jemuž je přisuzována posvátnost a magické vlastnosti. Figuroval v řadě lidových svátků a zvyků a zapalovali se jím hranice například na První neděli postní, Velikonoce, Beltaine a Valpuržinu noc, svatojánskou noc, Dušičky a zimní slunovrat.
Ve slovanské lidové kultuře se používala označení jako živý, svatý, dřevěný oheň nebo car a nesměl být zapalován ženami. Když byl rozžínán nesměl ve vesnici hořet další oheň.
Ve Skotsku byl o svátku Beltain zapalován teine éigen „nouzový oheň“ rozdělávaný pomocí dvou dřev nebo dřevěného rámu a nápravy, kterými byla vyvolána jiskra od které chytila hořlavá houba troudnatec kopytovitý . Na některých místech se této činnosti účastnilo více osob, například tři nebo třikrát devět, a věřilo se že pokud se některá z nich dopustila vraždy, cizoložství či jiného zločinu tak se oheň nevznítí nebo nebude mít své blahodárné účinky. O teine éigen se věřilo že chrání před čarodějnictvím, nemocemi lidí i dobytka a jedy. Z tohoto důvodu se o Beltainu zhášeli všechny ohně a pomocí nouzového ohně zapalovány hranice mezi kterými se prováděl dobytek a procházeli lidé.